# علی نوری اسکویی
علی نوری اسکویی انیماتور و کارگردان ایرانی است

## فعالیت‌ها
1. تدریس در کالجUCMT
2. کارگردان سینمایی در ایران
3. تهیه‌کننده انیمیشن[۲]
4. کارگردانی تیزرهای تبلیغاتی: mini fini (آلمان) و چای اوکتاویا (انگلیس)، شکالات شولن (ترکیه)
5. عضو هیئت مدیره انجمن آسیفا[۳]
6. مدیر هنری در آثار: سایه‌ها. مجموعه شهید چمران – عطر عاشقی (ضامن آهو)
7. نگارش ۲۶ قسمت سریال تاریخی با عنوان المپیوس برای آکادمی فیلم یونان
8. عضویت در شوراهای فیلم و سریال و شوراهای کارشناسی درسازمان صدا و سیمای جمهوری اسلامی ایران
9. داوری جشنواره‌های ملی مهر و جشنواره جوانه‌های آبادان. جشنواره جهانی مقاومت. جشنواره فیلم ایزمیر ترکیه و داوری جشنواره بین‌المللی فیلم کودک لهستان(warszawa kids) جشن خانه سینما. جشنواره فیلم فجر
10. برگزاری ورک شاپ‌های بین‌المللی مختلف از جمله اولین دوره ورک شاپ انیمیشن ژاپن در ایران با حضور هیروتسو کاوازاکی، ورک شاپ انیمیشن در کالج UCMT لبنان و ورک شاپ فیلمنامه درحوزه هنری

## فیلمشناسی
کار گردانی فیلم‌های کوتاه YARDEM و puppet life (زنده) برای دانشگاه فوم جمهوری چک،
کارگردانی فیلم کوتاه Beti (در دست تولید)،
تهیه‌کنندگی و کارگردانی هنری ۱۰۴ قسمت از سریال تلویزیونی فرزندان آفتاب،
کارگردانی سریال تلویزیونی قصه‌های روباه،
سریال زندگی پیامبر اسلام (سیمای خورشید) «کارگران مشترک»،
کارگردانی سریال تلویزیونی p.kopak برای کشور ترکیه،
کارگردانی سریال تلویزیونی Dostuk koyu برای کشور ترکیه،
کارگردانی فیلم نیمه بلند پیر چنگی (۳۵ میلی‌متری) برای کشور کانادا،
کارگردانی فیلم سینمایی افسانه گل نور (جایزه بهترین انیمیشن جشنواره رسانه‌های دیجیتال و منتخب بین‌الملل فیلم کودک و کاندید سیمرغ بهترین دستاورد فنی)،
کارگردانی فیلم سینمایی METAJ برای کشور ترکیه (زنده) و
کارگردانی فیلم سینمایی پشت دروازه بهشت (۳۵میلیمتری) (در دست تولید) و کارگردانی فیلم‌های کوتاه: تنها- تلاش – دایره- رنگ عشق – علامت – قناری زرد – پلاک –آخرین نفس. -کتاب خوب. علامت.
کارگردانی فیلم سینمایی رهایی از بهشت
کارگردانی فیلم سینمایی افسانه یوکی یانگ. تولید مشترک ایران وهنگ کنگ